# 스리허역
스리허역(중국어: 十里河站)은 중국 베이징시 차오양구 스바리뎬 지구 베이징 제3순환도로, 쭤안로(左安路), 다양팡로(大羊坊路) 교차점의 스리허차오 하방에 위치하는 베이징 지하철 10호선, 14호선, 17호선이 경유하는 세 노선의 환승역이다. 10호선 일부 구간은 2012년 12월 30일 개통되었고, 14호선 일부 구간은 2015년 12월 26일 개통되었으며, 17호선의 남부 구간은 2021년 12월 31일 개통되었다. 이는 시즈먼(西直门), 둥즈먼(东直门), 쑹자좡(宋家庄), 국가도서관(国家图书馆)에 이어 베이징 지하철 3개 노선의 다섯 번째 환승역이다.

## 위치
스리허역은 베이징 제3순환도로(남서북동 방향)와 쭤안로(左安路) - 다양팡로(大羊坊路)(북서남동 방향)가 교차하는 스리허차오(十里河桥)에 위치한다. 10호선과 14호선의 역은 남서 - 북동 방향으로 배치되어 있고, 17호선의 역은 다양팡로를 따라 북서 - 남동방향으로 배치되어 있다.

## 역 구조
세 노선 모두 지하역으로, 각각 1면 2선의 섬식 승강장의 구조를 이룬다. 10호선은 제3순환도로 외부에 위치하며, 14호선은 제3순환도로 내부에 통로를 통해 연결되어 있다.

### 층별 구조
| 지면층   | 출입구                          | A－L출입구                                           |
| 지하 1층 | 14호선 대합실                   | 발권 서비스, 자동 티켓 판매기, 이카통 카드 충전      |
| 지하 1층 | 10호선 대합실                   | 발권 서비스, 자동 티켓 판매기, 이카통 카드 충전      |
| 지하 2층 | ←                               | ■ 14호선 장궈좡 방면 (팡좡)                          |
| 지하 2층 | 섬식 승강장, 왼쪽 출입문이 열림 |                                                      |
| 지하 2층 | →                               | ■ 14호선 산거좡 방면 (베이궁다시먼)                  |
| 지하 2층 |                                 |                                                      |
| 지하 2층 | ←                               | ■ 10호선 내선순환 (펀중쓰)                           |
| 지하 2층 | 섬식 승강장, 왼쪽 출입문이 열림 |                                                      |
| 지하 2층 | →                               | ■ 10호선 외선순환 (판자위안)                         |
| 지하 2층 | 이중층                          | 17호선 및 10, 14호선 환승 통로                       |
| 지하 3층 | 17호선 대합실                   | 환승 통로, 발권 서비스, 자동 매표기, 이카통 카드충전 |
| 지하 4층 | ←                               | ■ 17호선 웨이라이커쉐청베이 방면 (판자위안시)        |
| 지하 4층 | 섬식 승강장, 왼쪽 출입문이 열림 |                                                      |
| 지하 4층 | →                               | ■ 17호선 자후이후 방면 (저우자좡)                    |

### 대합실 및 환승
10호선 스리허역의 대합실은 베이징 제3순환도로 외부에 위치한다. 대합실 서쪽에는 10호선과 14호선 사이의 양방향 환승 통로가 있고, 동쪽에는 17호선의 환승 통로가 있다. 10호선으로 이동할 경우, 여기서 반대 방향인 17호선 대합실로의 이동은 불가능하다. 14호선 대합실은 베이징 제3순환도로 내에 위치하며, 동쪽 환승 통로를 통해 10호선 대합실과 연결된다.
10호선과 14호선에서 17호선으로 환승하려면 승강장 아래 환승 통로를 통해 지하 3층에 위치한 17호선 대합실로 이동한다. 17호선에서 가려면 10호선 대합실 북서측에서 지하 2층 이중층 승강장까지 올라가고, 이후 10호선 대합실 동쪽으로 올라가면 환승이 가능하다.

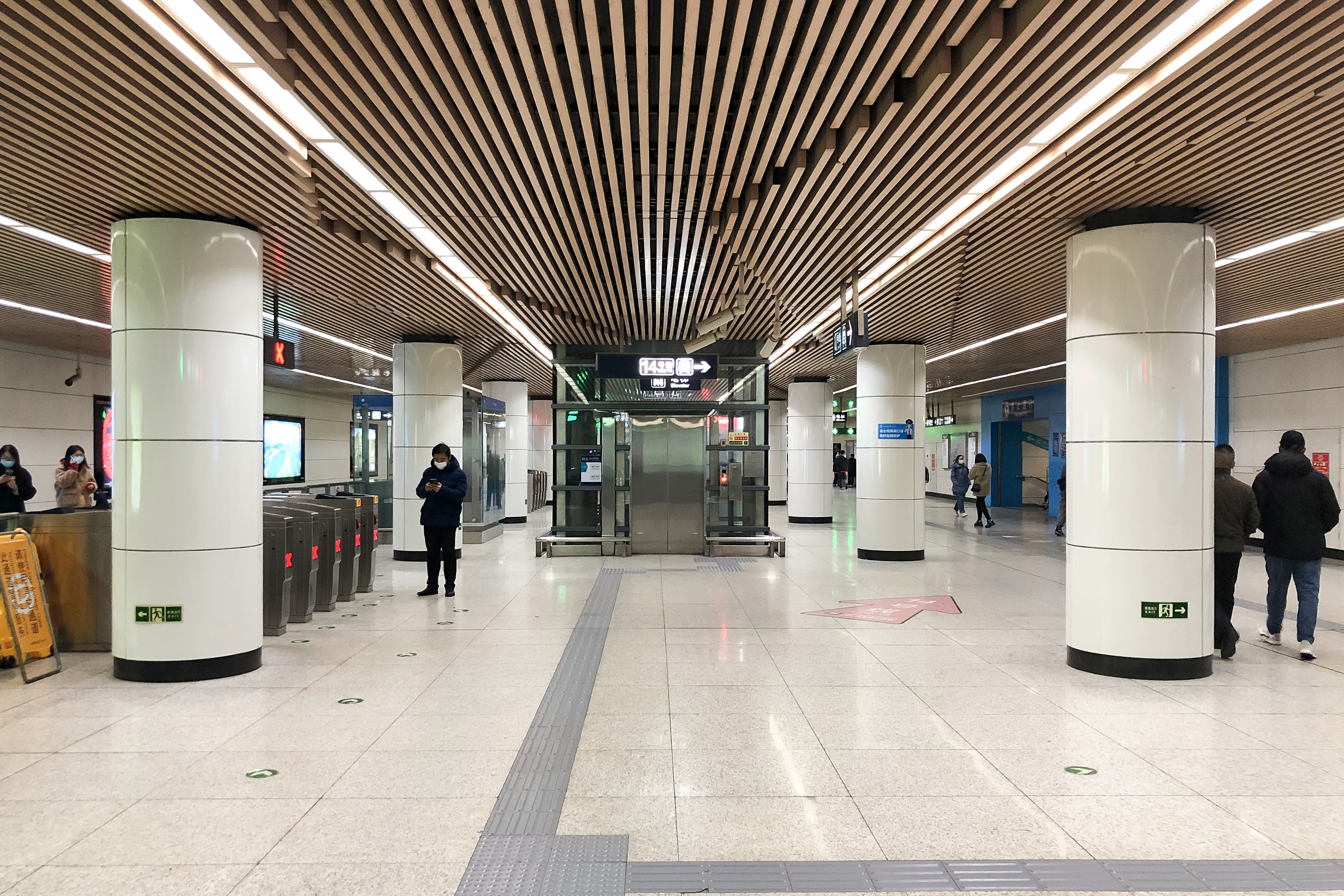
10호선 대합실(2021년 3월 촬영)
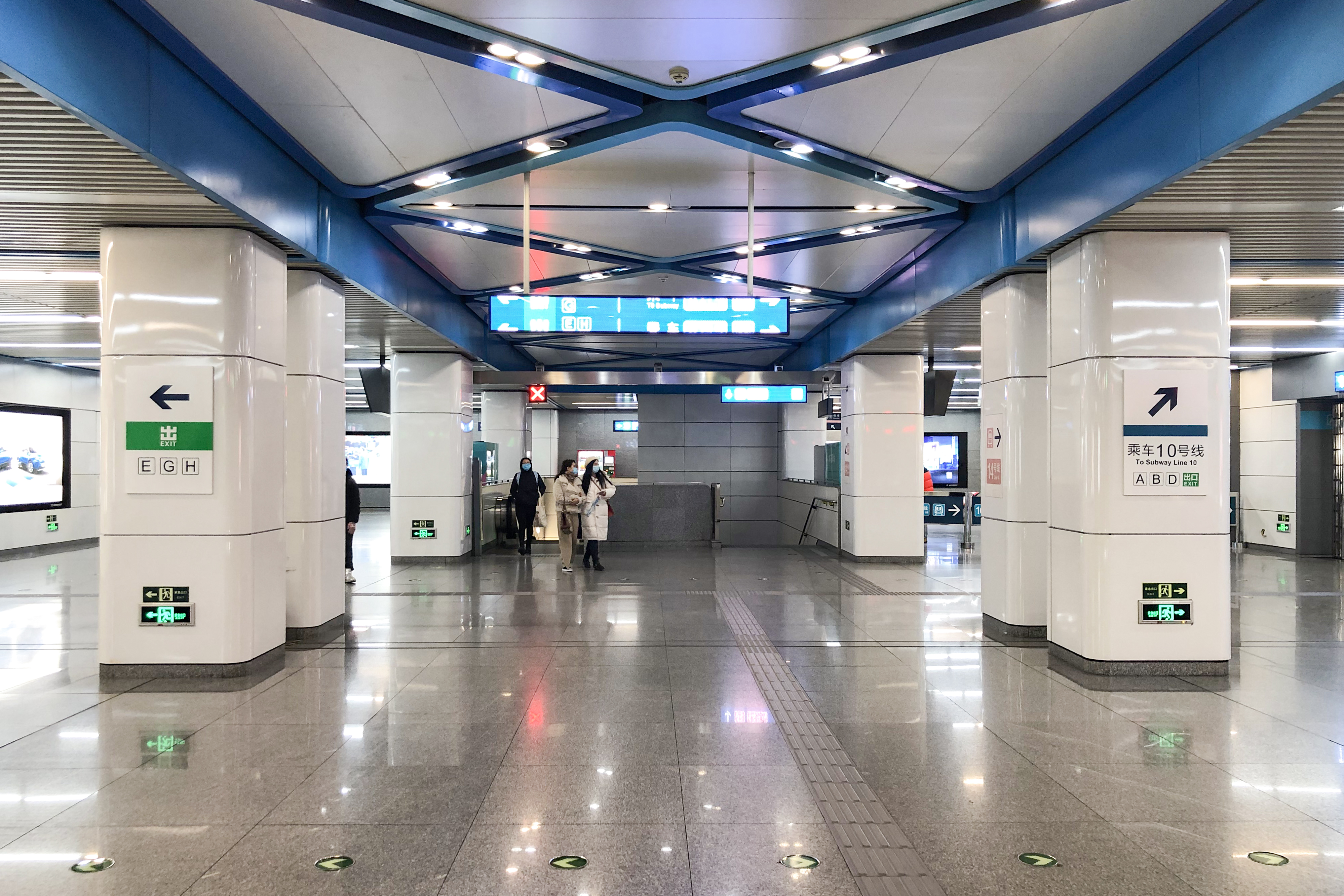
14호선 남쪽 대합실(2021년 3월 촬영)
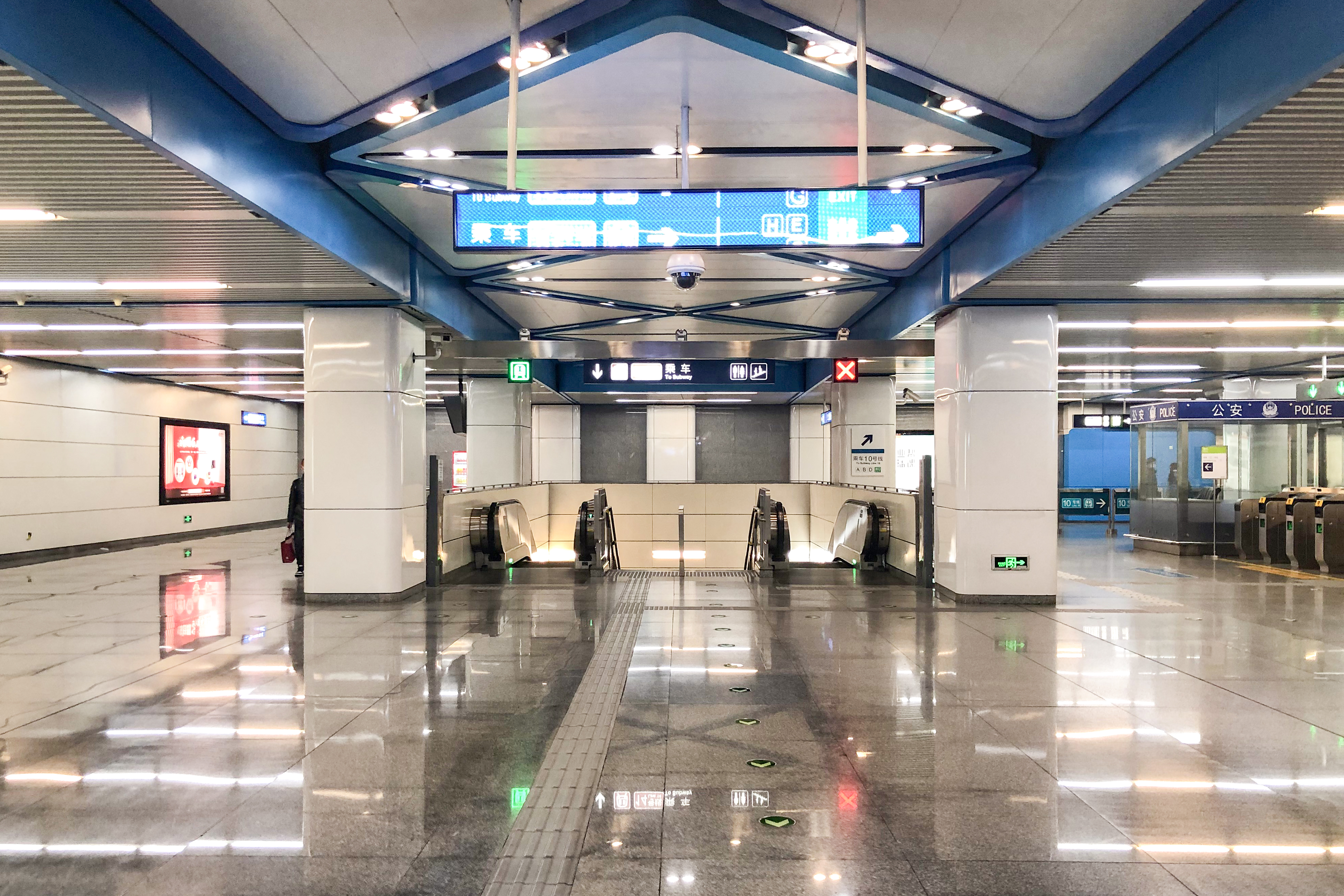
14호선 북쪽 대합실(2021년 3월 촬영)
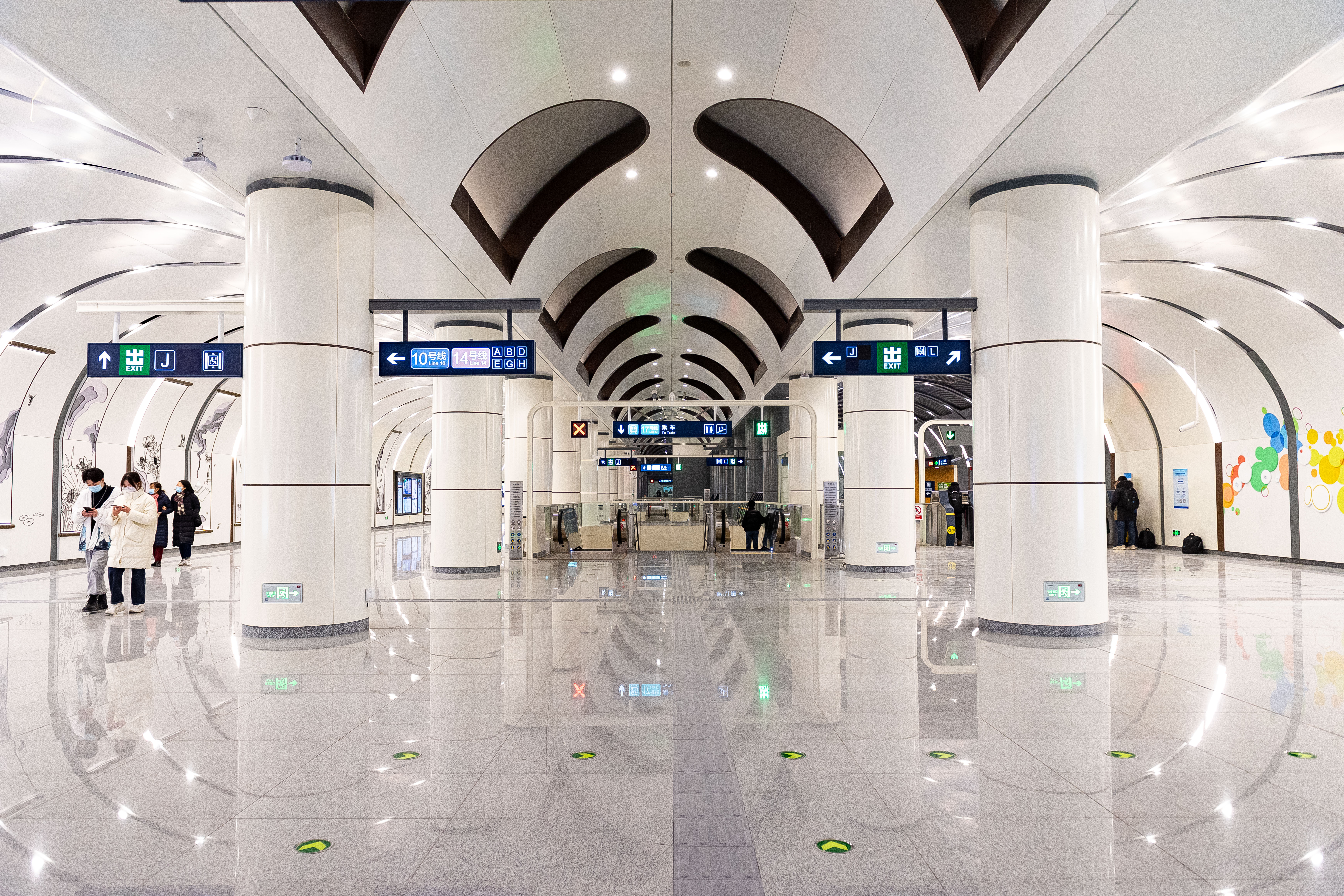
17호선 대합실1(2021년 12월 촬영)
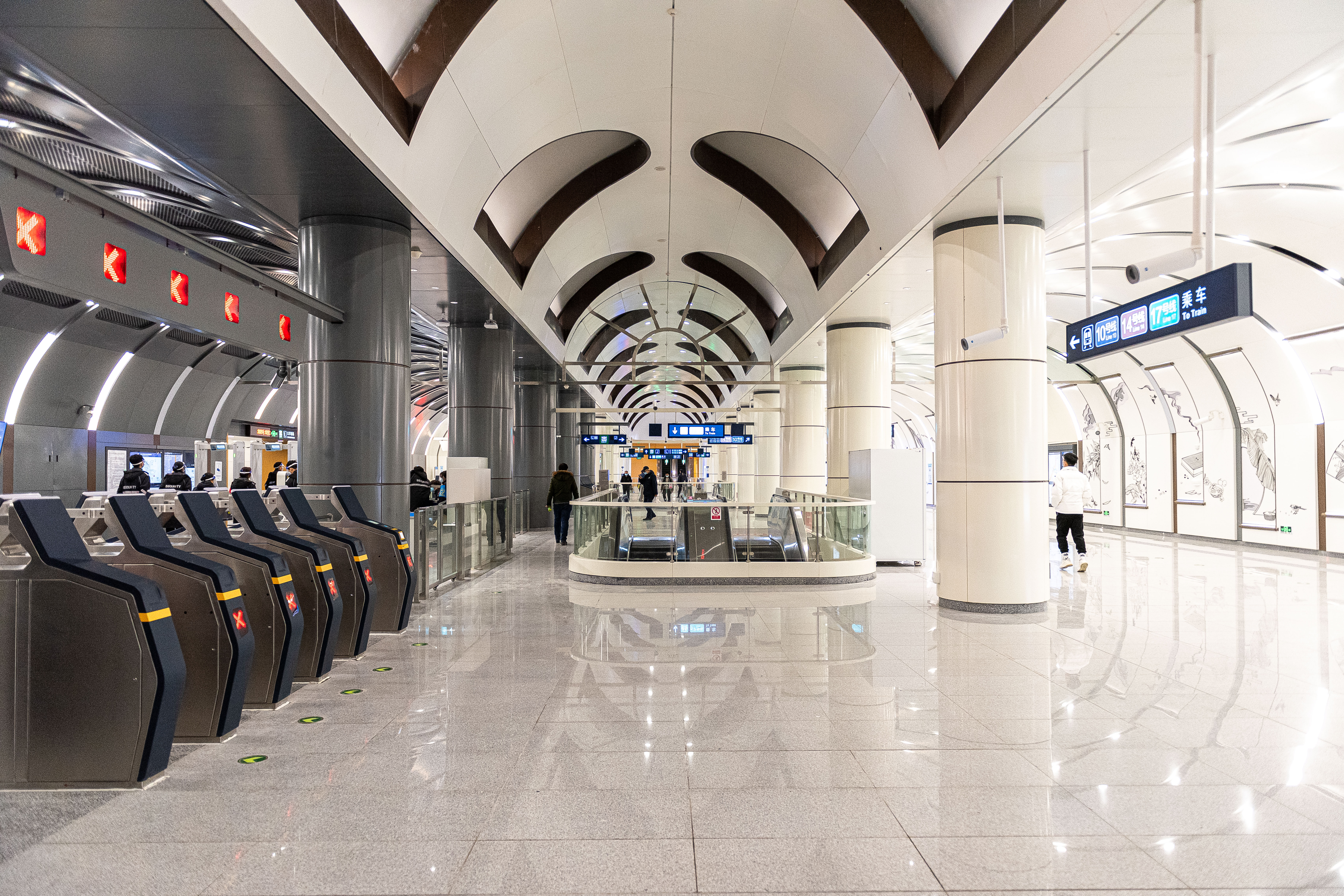
17호선 대합실2(2021년 12월 촬영)

## 출구
스리허역에는 10개의 출입구가 있으며, 그 중 D, G, L 입구에는 엘리베이터가 설치되어 있고(J 입구 엘리베이터는 아직 사용되지 않음), D 입구와 G 입구는 무료 구역에서 별도의 통로로 연결되어 있다. 주변 공사로 인하여 K1, K2 출입구 개통이 2023년 1월 18일로 연기되었고, 현재는 사용 개시되었다.
|                         |                                                   | |      |           |
|                         |                                                   | |      |           |
|                         |                                                   | |      |           |
| 출구                    | 지시                                              | 목적지 | 사진 | 편의 시설 |
| ■ 10호선 역사와 연결    |                                                   | |      |           |
| 出口 · A                | 훙옌난1로(弘燕南一路)                             | 수도도서관(首都图书馆), 베이징 향토 기록 박물관(北京市方志馆) |      | 빈칸      |
| 出口 · B                | 다양팡로(大羊坊路), 루잉 대가(吕营大街)           | 스리허 조명 도시(十里河灯饰城), 가오허란펭(高和蓝峰), 미롄톈디 건축 자재 쇼핑몰(美联天地建材商城), 가오리 국제 조명 구항(高力国际灯具港)                                                                                   |      | 빈칸      |
| 出口 · D                | 东三环辅路                                        | 이지 홈 스리허점(居然之家十里河店), 궈메이 전기 제품(国美电器), 쳉톈 고대 도시(程田古玩城), 자허자메이자주 상가(家和家美家居商城), 스리허톈차오 민속 문화 도시(十里河天娇民俗文化城), 야위안 국제 꽃시장(雅园国际花卉市场) |      |           |
| ■ 14호선 역사와 연결    |                                                   | |      |           |
| 出口 · E                | 쭤안로(左安路) 북측                               | 훙산 동로(弘善东路), 베이징 제3순환도로(东三环路) |      | 빈칸      |
| 出口 · G                | 베이징 제3순환도로(东三环路), 쭤안로(左安路) 남측 | 야위안 국제 꽃시장(雅园国际花卉市场), 스리허톈차오 민속 문화 도시(十里河天娇民俗文化城) |      |           |
| 出口 · H                | 베이징 제3순환도로(东三环路), 쭤안로(左安路) 남측 | 쳉톈 고대 도시(程田古玩城), 미롄톈디 건축 자재 쇼핑몰(美联天地建材商城), 이지 홈 스리허점(居然之家十里河店) |      | 빈칸      |
| ■ 17호선 역사와 연결    |                                                   | |      |           |
| 出口 · J                | 다양팡로(大羊坊路) 북측                           | |      |           |
| 出口 · K · 1            | 다양팡로(大羊坊路) 남측                           | |      | 빈칸      |
| 出口 · K · 2            | 다양팡로(大羊坊路) 남측                           | |      | 빈칸      |
| 出口 · L                | 다양팡로(大羊坊路) 남측                           | |      |           |
| 아이콘 설명: 엘리베이터 |                                                   | |      |           |